# Evangelisch-reformierte Kirche des Kantons Basel-Landschaft
Die Evangelisch-reformierte Kirche des Kantons Basel-Landschaft ist die reformierte Landeskirche im Kanton Basel-Landschaft. Sie ist Mitglied der Evangelisch-reformierten Kirche Schweiz und der Konferenz der Kirchen am Rhein. Der Verwaltungssitz befindet sich in Liestal.

## Struktur

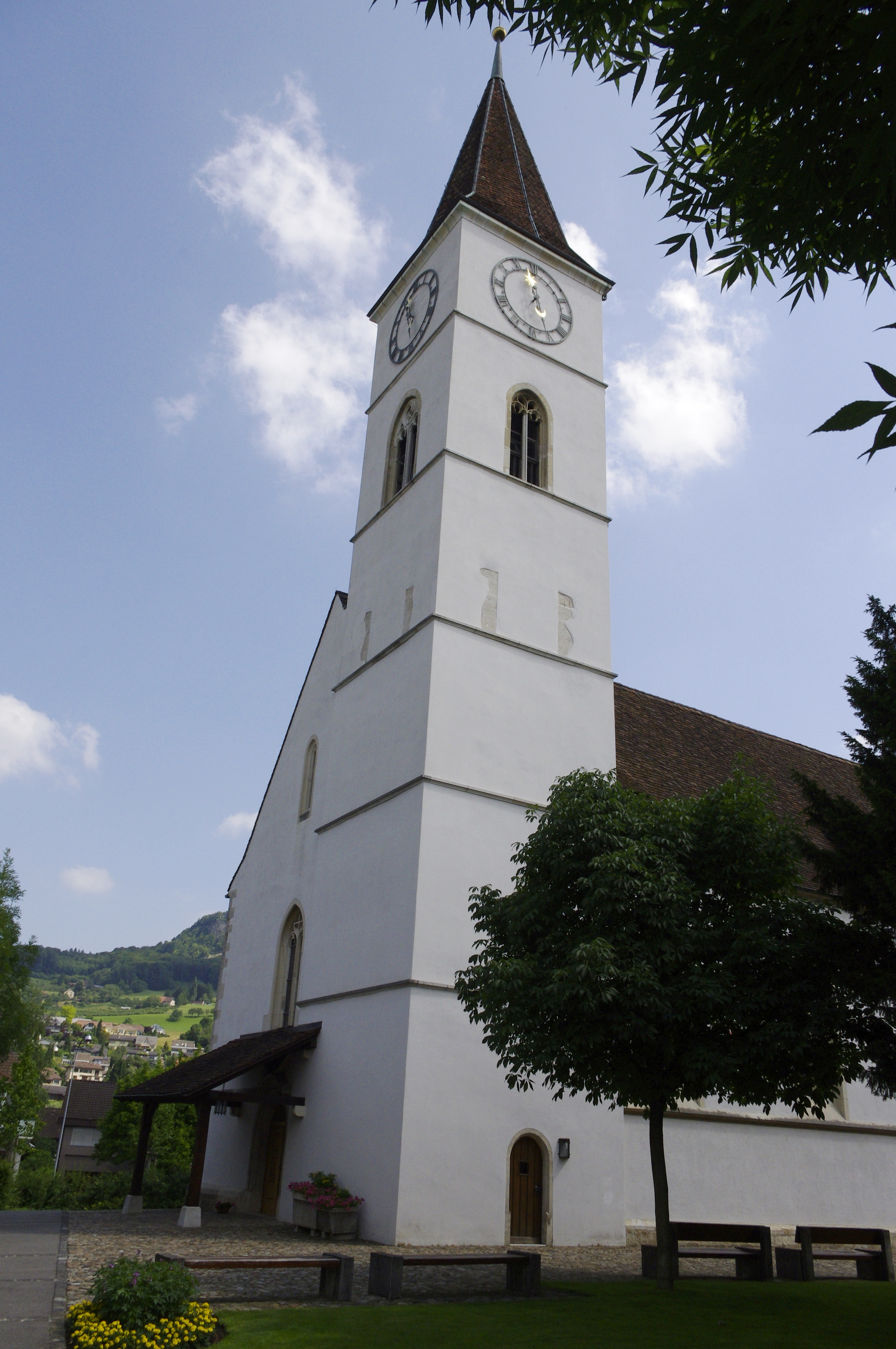
Evangelisch-reformierte Kirche Sissach

### Kirchgemeinden
Die Baselbieter Kirche besteht aus 35 Kirchgemeinden (Stand: 2023). Das Exekutivorgan ist die Kirchenpflege, die alle vier Jahre an der Urne gewählt wird. Sie umfasst mindestens fünf ehrenamtliche Mitglieder. Die Pfarrer sind von Amts wegen Mitglied der Kirchenpflegen.

### Dekanate
Die Kirchgemeinden sind in vier Dekanaten zusammengefasst.
- I: Dekanat Farnsburg-Homburg
- II: Dekanat Liestal-Waldenburg
- III: Dekanat Birs-Rhein
- IV: Dekanat Allschwil-Leimental

### Landeskirche
Die Synode (Kirchenparlament) ist das legislative Organ der Landeskirche. Sie hat 86 Mitglieder, die vom Kirchenvolk gewählt werden. Die Synode wählt wiederum den Kirchenrat, der die Geschäfte der Landeskirche führt und für den Vollzug der Beschlüsse verantwortlich ist. Der Baselbieter Kirchenrat hat sieben Mitglieder und wird von Christoph Herrmann präsidiert.